# Léopold Marchand
Pour les articles homonymes, voir Marchand.
Léopold-François Marchand est un dramaturge, scénariste et dialoguiste français, né le 5 février 1891 à Paris 9e et mort le 25 novembre 1952 à Paris 7e.

## Biographie
Léopold Marchand est le fils d'Édouard Marchand, directeur de salles de spectacles parisiennes (l'Eldorado, la Scala et les Folies-Bergère).
Léopold Marchand, fidèle ami de Colette, est une figure marquante du théâtre et de l'opérette durant l'entre deux-guerres.
Léopold Marchand débute sur les planches en 1919 avec Les Croyants. Une quarantaine de pièces suivit, dont Colette rendit fidèlement compte dans ses critiques dramatiques (réunies dans La Jumelle noire).
En juin 1919, l'écrivaine Colette, directrice littéraire du journal Le Matin, le contacte pour contribuer à une nouvelle rubrique dénommée « Mille et un matins ». Colette l'invite dans sa demeure bretonne de Roz Ven à Saint-Coulomb près de Saint-Malo.
En 1921, il collabore avec Colette à l’adaptation théâtrale de Chéri. il s'occupe de la mise en scène de Chéri et joue même un rôle.
Le 6 avril 1922, il épouse Misz Hertz, l’ex-femme d’Alfred Savoir avec qui il avait composé la pièce de théâtre Devant la mort.
En 1923, il adapte avec Colette son roman La Vagabonde.
En 1942, sa femme, Misz Hertz se suicide. D'origine juive et polonaise, elle se donne la mort quelques jours avant la rafle du Vel'd'Hiv.
Il a reçu la Francisque.

## Distinctions
- Ordre de la Francisque

## Dramaturgie
(Ordre alphabétique)
- Balthazar
- Ces messieurs de la santé coécrit avec Paul Armont
- Frivolités coécrit avec Paul Armont
- Love me tonight
- Le Mage du Carlton coécrit avec Georges Dolley
- Mirages
- 1923 : La Vagabonde de Colette et Léopold Marchand, théâtre de la Renaissance
- 1925 : Mon gosse de père , théâtre Michel
- Mon coquin de père
- Nous ne sommes plus des enfants
- Une poule sur un mur
- La vie est si courte
- 1928 : J'ai tué, mise en scène René Rocher, théâtre Antoine
- 1929 : Durand, bijoutier, théâtre Saint-Georges
- 1929 : Sans façons, opérette de Jean Alley, paroles de Léopold Marchand, musique de Georges Auric, création au théâtre Daunou[9]
- 1931 : La Belle Amour, en 3 actes, Théâtre Daunou[10]
- 1938 : Le Valet maître avec Paul Armont, mise en scène Pierre Fresnay, théâtre de la Michodière

Traduction
- 1929 : La Vie de château de Ferenc Molnár, théâtre de la Michodière

## Filmographie
Scénariste
- 1927 : Frivolités (Fashions for Women) de Dorothy Arzner

- 1930 : Mon gosse de père de Jean de Limur
- 1931 : Circulez ! de Jean de Limur
- 1932 : La Femme nue de Jean-Paul Paulin
- 1932 : Une heure près de toi de George Cukor et Ernst Lubitsch
- 1932 : Love me Tonight de Rouben Mamoulian
- 1933 : Un fil à la patte de Karl Anton
- 1933 : Le Fakir du Grand Hôtel de Pierre Billon
- 1933 : Topaze de Louis Gasnier
- 1934 : Nous ne sommes plus des enfants d'Augusto Genina
- 1934 : Ces messieurs de la Santé de Pierre Colombier, coécrit avec Paul Armont
- 1934 : La Cinquième Empreinte de Karl Anton
- 1935 : Lucrèce Borgia d'Abel Gance
- 1936 : L'Assaut de Pierre-Jean Ducis
- 1936 : Une poule sur un mur de Maurice Gleize
- 1936 : Samson de Maurice Tourneur
- 1937 : Mirages d'Alexandre Ryder
- 1938 : Trois Valses de Ludwig Berger
- 1938 : Durand bijoutier de Jean Stelli
- 1938 : Balthazar de Pierre Colombier
- 1939 : Visages de femmes de René Guissart
- 1940 : Le Collier de chanvre de Léon Mathot
- 1941 : L'Embuscade de Fernand Rivers
- 1941 : Le Valet maître de Paul Mesnier (Les dialogues)
- 1942 : Dernière Aventure de Robert Péguy
- 1942  : Forte Tête de Léon Mathot
- 1942  : Les affaires sont les affaires de Jean Dréville
- 1945 : Documents secrets de Léo Joannon
- 1946 : L'Aventure de Cabassou de Gilles Grangier
- 1948 : La leggenda di Faust de Carmine Gallone
- 1950 : Cartouche, roi de Paris de Guillaume Radot
- 1953 : Mon gosse de père de Léon Mathot
- 1958 : Mon coquin de père de Georges Lacombe